# Gary Roberts
Gary R. Roberts, född 23 maj 1966 i North York, Ontario, Kanada, är en kanadensisk före detta professionell ishockeyspelare som spelade 23 säsonger i NHL.  Han har under sin framgångsrika NHL-karriär representerat Calgary Flames, Carolina Hurricanes, Florida Panthers, Pittsburgh Penguins, Tampa Bay Lightning och Toronto Maple Leafs. I Toronto spelade han bredvid Mats Sundin.
Gary Roberts vann Stanley Cup med Calgary Flames 1988-89.

## Statistik

### Klubbkarriär
| 1981–82    | Whitby Legionnaires   | OMHA       | 44   | 55  | 31  | 86  | 133  | —   | —  | —  | —  | —   |
| 1982–83    | Ottawa 67's           | OHL        | 53   | 12  | 8   | 20  | 83   | 5   | 1  | 0  | 1  | 19  |
| 1983–84    | Ottawa 67's           | OHL        | 48   | 27  | 30  | 57  | 144  | 13  | 10 | 7  | 17 | 62  |
| 1984–85    | Ottawa 67's           | OHL        | 59   | 44  | 62  | 106 | 186  | 5   | 2  | 8  | 10 | 10  |
| 1984–85    | Moncton Golden Flames | AHL        | 7    | 4   | 2   | 6   | 7    | —   | —  | —  | —  | —   |
| 1985–86    | Ottawa 67's           | OHL        | 24   | 26  | 25  | 51  | 83   | —   | —  | —  | —  | —   |
| 1985–86    | Guelph Platers        | OHL        | 23   | 18  | 15  | 33  | 65   | 20  | 18 | 13 | 31 | 43  |
| 1986–87    | Moncton Golden Flames | AHL        | 38   | 20  | 18  | 38  | 72   | —   | —  | —  | —  | —   |
| 1986–87    | Calgary Flames        | NHL        | 32   | 5   | 10  | 15  | 85   | 2   | 0  | 0  | 0  | 4   |
| 1987–88    | Calgary Flames        | NHL        | 74   | 13  | 15  | 28  | 282  | 9   | 2  | 3  | 5  | 29  |
| 1988–89    | Calgary Flames        | NHL        | 72   | 22  | 16  | 38  | 250  | 22  | 5  | 7  | 12 | 57  |
| 1989–90    | Calgary Flames        | NHL        | 78   | 39  | 33  | 72  | 222  | 6   | 2  | 5  | 7  | 41  |
| 1990–91    | Calgary Flames        | NHL        | 80   | 22  | 31  | 53  | 252  | 7   | 1  | 3  | 4  | 18  |
| 1991–92    | Calgary Flames        | NHL        | 76   | 53  | 37  | 90  | 207  | —   | —  | —  | —  | —   |
| 1992–93    | Calgary Flames        | NHL        | 58   | 38  | 41  | 79  | 172  | 5   | 1  | 6  | 7  | 43  |
| 1993–94    | Calgary Flames        | NHL        | 73   | 41  | 43  | 84  | 145  | 7   | 2  | 6  | 8  | 24  |
| 1994–95    | Calgary Flames        | NHL        | 8    | 2   | 2   | 4   | 43   | —   | —  | —  | —  | —   |
| 1995–96    | Calgary Flames        | NHL        | 35   | 22  | 20  | 42  | 78   | —   | —  | —  | —  | —   |
| 1997–98    | Carolina Hurricanes   | NHL        | 61   | 20  | 29  | 49  | 103  | —   | —  | —  | —  | —   |
| 1998–99    | Carolina Hurricanes   | NHL        | 77   | 14  | 28  | 42  | 178  | 6   | 1  | 1  | 2  | 8   |
| 1999–00    | Carolina Hurricanes   | NHL        | 69   | 23  | 30  | 53  | 62   | —   | —  | —  | —  | —   |
| 2000–01    | Toronto Maple Leafs   | NHL        | 82   | 29  | 24  | 53  | 109  | 11  | 2  | 9  | 11 | 0   |
| 2001–02    | Toronto Maple Leafs   | NHL        | 69   | 21  | 27  | 48  | 63   | 19  | 7  | 12 | 19 | 56  |
| 2002–03    | Toronto Maple Leafs   | NHL        | 14   | 5   | 3   | 8   | 10   | 7   | 1  | 1  | 2  | 8   |
| 2003–04    | Toronto Maple Leafs   | NHL        | 72   | 28  | 20  | 48  | 84   | 13  | 4  | 4  | 8  | 10  |
| 2005–06    | Florida Panthers      | NHL        | 58   | 14  | 26  | 40  | 51   | —   | —  | —  | —  | —   |
| 2006–07    | Florida Panthers      | NHL        | 50   | 13  | 16  | 29  | 71   | —   | —  | —  | —  | —   |
| 2006–07    | Pittsburgh Penguins   | NHL        | 19   | 7   | 6   | 13  | 26   | 5   | 2  | 2  | 4  | 2   |
| 2007–08    | Pittsburgh Penguins   | NHL        | 38   | 3   | 12  | 15  | 40   | 11  | 2  | 2  | 4  | 32  |
| 2008–09    | Tampa Bay Lightning   | NHL        | 30   | 4   | 3   | 7   | 27   | —   | —  | —  | —  | —   |
| NHL totalt | NHL totalt            | NHL totalt | 1224 | 438 | 472 | 910 | 2560 | 130 | 32 | 61 | 93 | 332 |